# Yom Terua
Yom Terua (în ebraică יום תּרוּעה, Iom Teruah, literar "ziua răsuflării", trâmbițării, trâmbiței sau trompetei) este în ajun de Roș haȘana, începutul unui nou an agricol prevăzut în calendarul biblic.
La evreii creștini protestanți (care se autonumesc mesianici), adică credința poporului Israel care cred că Ieșua este Mesia, din punct de vedere profetic Ziua Trâmbiței reprezintă venirea Fiului Omului cu toți Sfinții Lui pe norii cerului (în mod vizibil cf. Zaharia 12:10 și Apocalipsa 1:7, 10) așa cum scrie în Cărțile Apostolice (apostolul Pavel și sfânt în prima epistolă către Tesaloniceni și către Corinteni precum și cum se arată în cartea Apocalipsa) și în Profeți.

Acesta este ziua de ajun a trecerii în noul an agricol denumită în Israel "Roș haȘana", Anul Nou Ebraic când trebuie calculat și desfășurarea anilor, a anului de odihnă și de jubileu.

## Nume, origine, sens
În Biblie se face referință la ea numind-o Ziua Răsunării (sau răsunetului, Yom Terua) din  șofar adică trâmbiță din corn de berbec ori de bivol. Cărțile auxiliare rabinice și iudaice descriu Roș Ha-Șana ca fiind Ziua Judecății (Yom ha-Din) și Ziua Amintirii (Yom ha-Zikkaron), fiind numită memorială (zikkaron) în cartea Leviticului.

Porunca pentru Ziua Trâmbițării, Yom Terua, este dată prima dată în cartea Leviticului unde scrie cum vorbește Dumnezeu lui Moise: 

        Leviticul 23:24 

Vorbește copiilor lui Israel, și spune-le: 
 „În luna a șaptea, în cea dintâi zi a lunii, să aveți o zi de odihnă [Șabaton], memorială [Zikron], cu răsunet [TeRua] (de trâmbițe), și o adunare sfântă. 

        Leviticul 23:25  

Atunci să nu faceți nici o lucrare de slugă, și să aduceți Domnului jertfe mistuite de foc.” 

Denumirea zilei de sărbătoare apare în cartea Numerilor capitolul 29 unde în limba ebraică este scris:
        Traducerea literară:

"Și luna a șaptea pe ziua întâi a lunii a șaptea strângere sfântă să aveți, nu faceți nici o lucrare ordinară; zi răsuflării [Yom Terua] este."

În Noul Legământ este scris în evanghelii cum Mesia și Ioan Botezătorul, învață în parabole, spunând și semnificația alegorică a termenilor parabolelor, unde sfârșitul verii este totuna cu sfârșitul veacului și cu secerișul, care sunt expresii similare în limba ebraică și arameică. 

        Matei 13:40 

Și, după cum se alege neghina și se arde în foc, așa va fi la sfârșitul veacului.  

        Ioan 4:35 

Nu ziceți voi că mai sunt patru luni și vine secerișul? Iată zic vouă: 

Ridicați ochii voștri și priviți holdele că sunt albe pentru seceriș. 

Matei 24:29-32:

        Matei 24:29 

Iar îndată după zilele acelea de strâmtorare, soarele se va întuneca și luna nu va mai da lumina ei[Isaia 13:10; Ezechiel 32:7; Ioel 2:10; 3:15], iar stelele vor cădea din cer și puterile cerurilor se vor zgudui.[Isaia 34:4; Agheu (ori Hagai) 2:6, 21] 

        Matei 24:30 

Atunci se va arăta pe cer semnul Fiului Omului și vor jeli toate neamurile pământului[Zaharia 12:10, 14] și vor vedea pe Fiul Omului venind pe norii cerului, cu putere și cu slavă multă.[Daniel 7:13-14] 

        Matei 24:31 

Și va trimite pe îngerii Săi, cu răsunet de trâmbiță[ori șofar ca în Isaia 27:13],  și vor aduna pe cei aleși ai Lui din cele patru vânturi, de la marginile cerurilor până la celelalte margini. 
 

        Matei 24:32 

Învățați de la smochin pilda: Când mlădița lui se face fragedă și odrăslește frunze, cunoașteți că vara e aproape. 

La Cincizecime (Leviticul 23:22) secerișul nu este încă terminat. Profetic, cei răscumpărați nu au fost înălțați ori răpiți până la sfârșitul secerișului (Sărbătorea Săptămânilor), iar alegoric după seceriș și până la corturi (Sukkot) pe pământ rămân doar neamurile comparate în parabolă cu o turmă de oi și capre; Este o binecuvântare pentru sărac (rămășița lui Israel care păzesc poruncile și au mărturia lui Mesia, cel străpuns) și pentru străin (mulțimea neamurilor răscumpărate din necazul cel mare). În luna a șaptea, Dumnezeu își reia legăturile cu Israel, producând o trezire (Isaia 18) care trebuie să ducă mai departe la smerirea despre care vorbește profetul Zaharia, pentru ca la sfârșit, să aducă neamurile rămase contra Ierusalimului (Zaharia 14), și să fie sancționate să participe la cele șapte zile ale Corturilor. Astfel, profetic, a șaptea lună reprezintă „sfârșitul veacului” și al planului lui Dumnezeu, înainte de venirea împărăției sfinților. 

        1 Tesaloniceni 4:13  

 Căci aceasta vă spunem, după cuvântul Domnului, că noi cei vii, care vom fi rămas până la venirea Domnului, nu vom lua înainte celor adormiți, 

        1 Tesaloniceni 4:14  

 Pentru că Însuși Domnul, întru poruncă, la glasul arhanghelului și întru trâmbița lui Dumnezeu, Se va pogorî din cer, și cei morți întru Hristos vor învia întâi, 

        1 Tesaloniceni 4:15  

După aceea, noi cei vii, care vom fi rămas, vom fi răpiți, împreună cu ei, în nori, ca să întâmpinăm pe Domnul în văzduh, și așa pururea vom fi cu Domnul.  

        1 Corinteni 15:50  

Deodată, într-o clipeală de ochi la trâmbița cea din urmă. Căci trâmbița va suna și morții vor învia nestricăcioși, iar noi ne vom schimba. 

        Apocalipsa 1:7  

Iată, El vine cu norii și orice ochi Îl va vedea și-L vor vedea și cei ce L-au împuns și se vor jeli, din pricina Lui, toate semințiile pământului. Așa. Amin. 

        Apocalipsa 11:15-19  

Și a trâmbițat al șaptelea înger și s-au pornit, în cer, glasuri puternice care ziceau: 
 
 Împărăția lumii a ajuns a Domnului nostru și a Hristosului Său și va împărăți în vecii vecilor. 

Sărbătoarea Trâmbițelor împreună cu Ziua Izbăvirii (Yom Kippur) și apoi Sărbătoarea Corturilor (Colibelor - sau Sucot) face parte din cadrul Marilor Sfinte Sărbători, așa cum poruncise Dumnezeu copiilor lui Israel și e scris în cartea Numerilor capitolul 29.
Conform tradiției moderne sărbătoarea durează 2 zile atât în Israel cât și în diasporă, însă sunt mărturii că la Ierusalim această zi se celebra doar o zi prin secolul al XIII-lea. Dumnezeu a poruncit urmărirea sărbătorii numai o singură zi. Acesta este motivul pentru care unele curente (mișcări religioase) iudaice (cum sunt de exemplu Karaiți), observă numai prima zi. Mesianismul, iudaismul ortodox și cel conservator sărbătoresc ambele zile.

## Sabat Șuva
Sabat Șuva ("Sâmbăta Întoarcerii" שבת שובה) se referă la sâmbăta care are loc, după Yom Terua, în cele zece zile de pocăință  până la Ziua Ispășirii care încheie sezonul pocăinței (Teșuva), de patruzeci zile anuale, care începe în prima zi a lunii Elul. În aceste zece zile poate avea loc doar o singură sâmbătă. Aceasta este denumită după primul cuvânt al Haftara (Osea 14:2-10) și însemnă literar "Întoarcere!" Deși este un joc de cuvinte și este una din cele zece zile de pocăință, nu trebuie confundat cu, Teșuva (cuvântul pentru pocăință și pentru cele patruzeci de zile).

Mesia lasă posibilitatea ca fuga celor din Iudeea despre care a proorocit Zaharia profetul, să fie într-o zi lucrătoare dar și într-o zi de odihnă sau într-o sâmbătă: 

        Matei 14:14-24  

Și se va propovădui această Evanghelie a împărăției în toată lumea spre mărturie la toate neamurile; și atunci va veni sfârșitul. 

Deci, când veți vedea urâciunea pustiirii[Daniel 9:27; 11:31; 12:11]  ce s-a zis prin Daniel proorocul, stând în locul cel sfânt - cine citește să înțeleagă - 

Atunci cei din Iudeea să fugă în munți. 

Cel ce va fi pe casă să nu se coboare, ca să-și ia lucrurile din casă. 

Iar cel ce va fi în țarină să nu se întoarcă înapoi, ca să-și ia haina. 

Vai de cele însărcinate și de cele ce vor alăpta în zilele acelea! 

Rugați-vă ca să nu fie fuga voastră[Zaharia 14:5] iarna, nici sâmbăta. 

Căci va fi atunci 'strâmtorare mare'ori: un necaz așa de mare, cum n-a fost de la începutul lumii până acum și nici nu va mai fi. [Ioel 2:1-2; Daniel 12:1-3] 

Și de nu s-ar fi scurtat acele zile, n-ar mai scăpa nici un trup, dar pentru cei aleși se vor scurta acele zile. 

Atunci, de vă va zice cineva: Iată, Mesia este aici sau dincolo, să nu-l credeți. 

Căci se vor ridica hristoși mincinoși și prooroci mincinoși și vor da semne mari și chiar minuni, ca să amăgească, de va fi cu putință, și pe cei aleși. 

## Construcția trâmbiței
Un șofar (în ebraică: שופר‎) este un corn pentru ceremonii și festivități religioase.

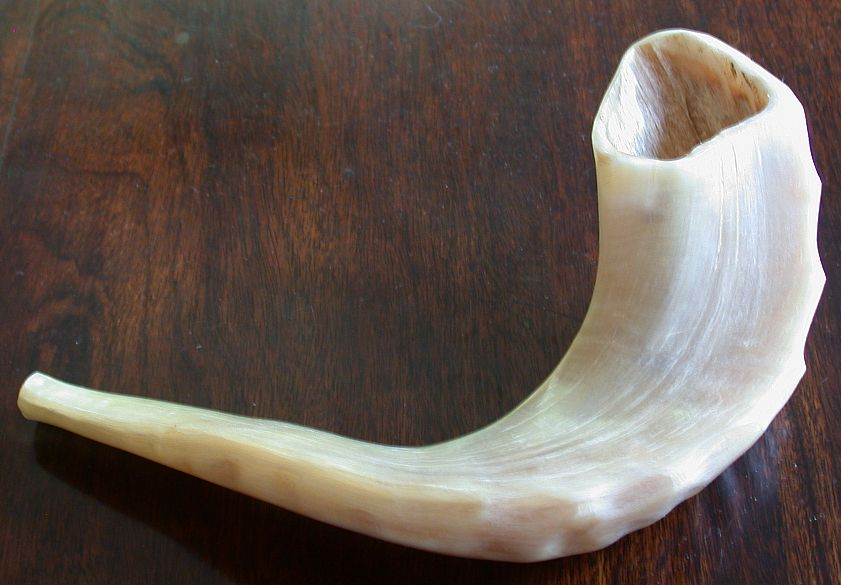
Un mic şofar simbol al sărbătorii trâmbiţelor şi al anului nou

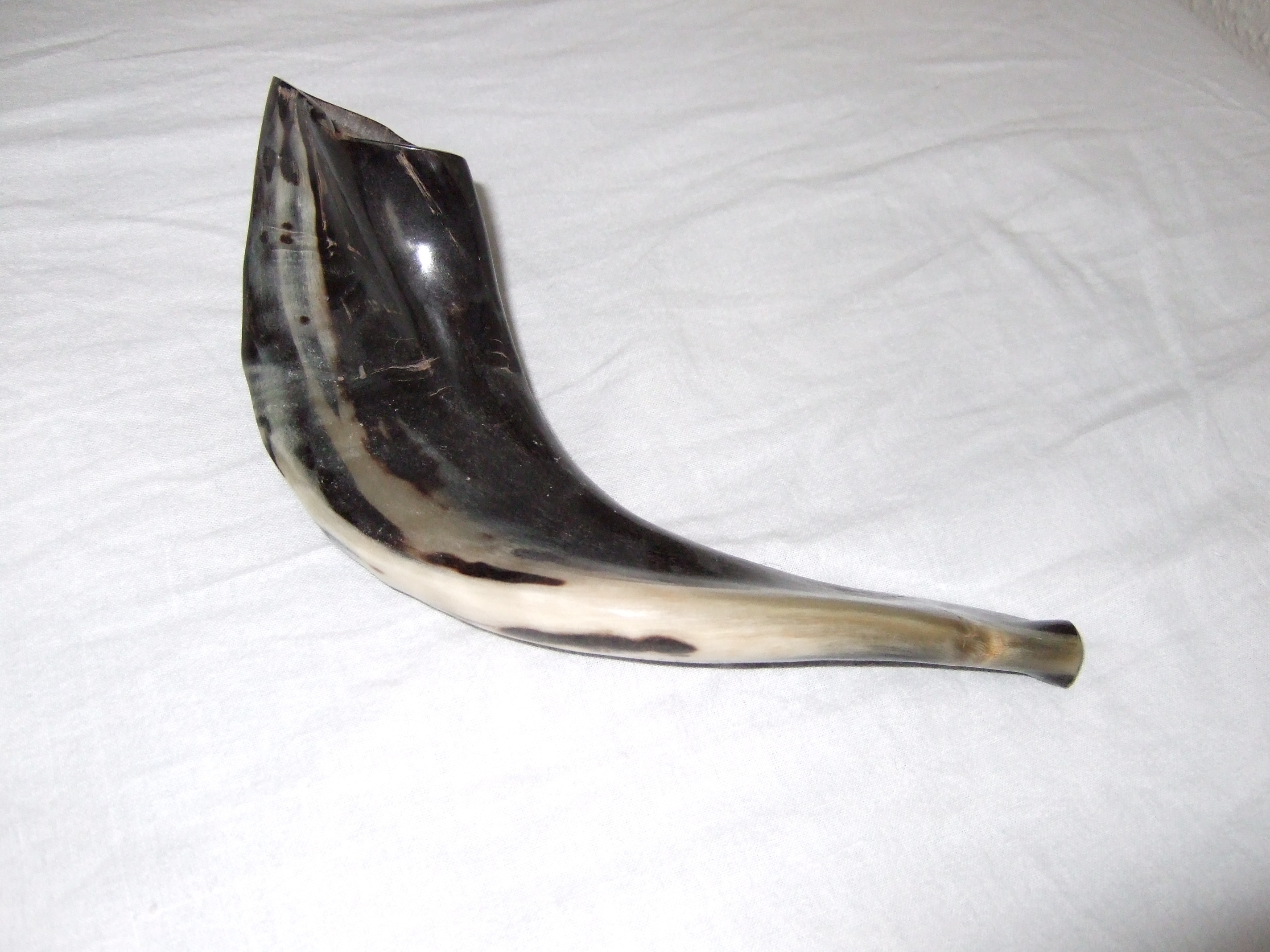
Un mic şofar

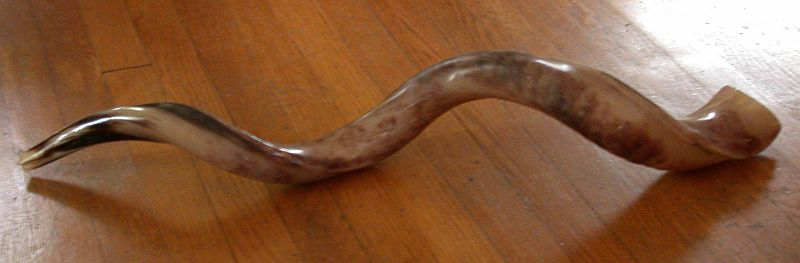
Un şofar în stil evreiesc yemenit.

## Compararea sărbătorii cu calendarul gregorian
Yom Terua cade cam la 5 luni biblice și jumătate (de exact 30 zile) după prima zi de Sărbătorile Pascale ebraice.
Bazat biblic pe data observării lunii noi, Yom Terua cade în prima zi a lunii Tișri, care conform calendarului gregorian este în septembrie sau la început de octombrie.
În zilele noastre Yom Terua cade la:
- 2009: 18 septembrie - Noul an 5770
- 2010: 8 septembrie - Noul an 5771
- 2011: 28 septembrie - Noul an 5771
- 2012: 16 septembrie - Noul an 5773
- 2013: 4 septembrie - Noul an 5774
- 2014: 24 septembrie - Noul an 5775
- 2015: 13 septembrie - Noul an 5776
- 2016: 2 octombrie - Noul an 5777
- 2017: 20 septembrie - Noul an 5778
- 2018: 9 septembrie - Noul an 5779
- 2019: 29 septembrie - Noul an 5780
- 2020: 18 septembrie - Noul an 5781
- 2021: 6 septembrie - Noul an 5782
- 2022: 25 septembrie - Noul an 5783
- 2023: 15 septembrie - Noul an 5784
- 2024: 2 octombrie - Noul an 5785

Întrucât conform calendarului biblic ziua începe încă în ajun la asfințitul soarelui, datele de mai sus indică seara de început pentru Roș Ha-Șana (revelionul biblic), și este data pentru începutul anilor de odihnă și jubiliari.

## Tradiția ebraică
Una dintre trăsăturile caracteristice ale sărbătorii Yom Terua este răsunarea șofar-ului. În unele comunități ebraice este folosit în toate diminețile din luna Elul, ultima lună înainte de noul an agrar. Sensul acestui obicei este acela de a trezi poporul lui Israel din lâncezeală și săți aducă aminte că se apropie ziua în care va fi judecat (Maimonide, Yad, Legile pocăinței, 3:4).
În seara de ajun (echivalentul Revelionului) – în mod tradițional – este consumat așa zisa Cina de Roș hașana, o masă de dragoste, echivalentă în creștinism cu masă agape, în care se obișnuiește să se consume (alături de alte mâncăruri) fie dulciuri (plăcintă întinsă în miere), fie fructe dulci, cum este de ex. rodia, în felul acesta exprimată urătura de un nou an dulce și prosper, un an în care meritele omului să fie numeroase precum boabele fructului de rodie.
Între diferitele feluri de mâncăruri servite în această cină (funcție și de diferitele tradiții), nelipsit și constant la această seară este o parte oarecare de la animalul sacrificat, parte care să fie luată din capul animalului, menit să simbolizeze Roș haȘana adică „capul anului” (pește, miel, ș.a.). De obicei mai este adusă la masă și un challah, colac tradițional rotund impletit spiralat, simbolul timpului circular.

## „Tașlih” - Alungarea
În Israel cu ocazia acestei sărbători, evreii iudaici așkenazi și sefarzi, au obiceiul să arunce bucățele de pâine dospită ori pietricele într-o apă, care reprezintă, separarea de păcat.
Se merge la un râu ori baltă, mare, lac, ș.a., unde ușor se pot prinde pești într-o plasă, și credincioșii iudaici scutură buzunarele transferând păcatele dintr-un an asupra peștilor, prin aruncarea a unor bucăți de pâine dospită ori de pietricele! Peștii nu au sprâncene și ochii lor sunt tot timpul deschiși, așa cum ochii lui Dumnezeu sunt deschiși pentru a veghea asupra noastră.  Se spune că așa cum apele nu sunt statice ci se mișcă, tot așa și dacă un păcătos ori o păcătoasă care își spune: „Nu mă voi pocăi; comportamentul meu se va schimba”, păcatul, ca apele, se va mișca la alt nivel.

## Seder de Roș haȘana
În prima seară, de Yom Terua, ziua răsuflării pentru anunțarea noului anotimp se recită „Șehecheyanu” (shehecheyanu), rugăciunea tradițională specială acestei ocazii, în mesianism cu o formulă de încheiere specifică.
La cina celei de-a II-a seri, care încheie ziua de Roș haȘana sunt prezente cât mai multe fructe care să fie incluse în binecuvântarea numită „Șehecheyanu” (binecuvântarea ce se recită și înainte de a gusta ceva în noul an agricol).

Baruh ata IHVH (adonai) Elohei’nu Melech haOlam,

Șeheheya’nu v’kiy’ma’nu v’higa’nu la-zman haZeh. 

Binecuvântat fie DOMNUL Dumnezeul nost, Împăratul universului. 

Care ne-ai ținut vii, și ne-ai ocrotit, și ne-ai ajutat să ajungem acest anotimp. Amin.  

În Prima Seară se continuă cu binecuvântarea pentru vin asupra cupei și pentru pâine asupra colacului numite Kiduș și haMoți plus binecuvântarea de mulțumire pentru marele Său plan de mântuire descoperit în festivaluri, sărbători, și timpuri stabilite.

Cu ocazia capului anului, binecuvântarea pentru aprinderea luminilor care este opțională se face ca pentru Sabat dar se înlocuiește cu Zikaron (l’hadliq ner șel haZikaron), apoi se înainte de cină se binecuvântează pe rând poamele și roadele pământului specifice recoltelor de sfârșit de vară și toamnă. 
Este o tradiție să se mănânce mere cufundate în miere (tapuach b'duaș) deoarece Roș haȘana cade în jurul începutului sezonului merelor și astfel "mărul" a devenit primul fruct. Acesta deschide posibilitatea să se recite binecuvântarea atât pentru poame cât și pentru pom (bore pri ha-aț).
בָּרוּךְ אַתָּה יְהוָה אֱלהֵינוּ מֶלֶךְ הָעוֹלָם בּוֹרֵא פְּרִי הָעֵץ׃

Baruh ata IHVH (adonai) Elohei’nu Melech haOlam,

Borei p’ri haAiț. 

Binecuvântat fie DOMNUL Dumnezeul nost, Împăratul universului. 

Creator al fructului pomului. Amin.  

Înainte de a termina de mâncat o felie de măr îndulcit se zice a II-a parte a binecuvântării prin care se cere ca să ne reînnoiască în noul an:

Y'hi rațon mi-l’faneha, IHVH (adonai) Elohei’nu

ue’Elohei auotei’nu 

ș’ticadeiș alei’nu Șanah Tovah um’tuqah 

bȘem Adonei’nu Ieșua haMeșia [Amin]. 

Facă-se voia Ta, DOAMNE, Dumnezeul nost.  

și Dumnezeul strămoșilor noști. 

Căci ne reînnoiești pentru un an bun și dulce. 

În Numele Domnului nost Ieșua (Iisus) Mesia (Hristosul). Amin.  

Vom începe, apoi cu binecuvântarea tuturor roadelor pământului care le avem la cină, prin binecuvântare primul rod al pământului (ha-adamah) folosind ca emblemă felii de morcovi. Există un joc de cuvinte în arameică morcov fiind RuByA, un cuvânt care seamănă cu cuvântul ebraic pentru creștere (de exemplu, Dumnezeu crește meritelor noastre).
בָּרוּךְ אַתָּה יְהוָה אֱלהֵינוּ מֶלֶךְ הָעוֹלָם בּוֹרֵא פְּרִי הָאֲדָמָה׃

Barukh ata IHVH Elohei’nu Melekh haOlam

Borai p'ri ha-adomah. [amin]

"Binecuvântat fii Iahve Dumnezeul nost, Împăratul universului.

Carele creează rodul pământului.. (amin)

Urmează apoi celelate roade ale pământului care se gustă și se adaugă la fiecare câteva cuvinte: Praz (karsi), Sfeclă (selek), Curmale (Tamar), Rodie (RIMON), și nu în ultimul rând Pește (Dagim).
Mâncăm Sfeclă (selek)
 Mâncam sfeclă ca un joc de cuvinte Selek, care ne amintește de cuvântul ebraic ye'salek - pentru a elimina (de exemplu, dușmanii noștri) Rețineți că, din nou, nu ne repeta binecuvântarea ha-adamah înainte de a mânca, deoarece am făcut deja acest lucru. anterior. După ce a mâncat, cu toate acestea, se adaugă:
יְהִי רָצוֹן מִלְּפָנֶיך יְהוָה אֱלהֵינוּ וֵאלהֵי אֲבוֹתֵינוּ
שֶׁיִּסְתַּלְקוּ אוֹיְבֵינו
“Yehi rațon milfaneikha Iahve (adonai) Eloh’ei’nu ue’Eloh’ei abu’tei’nu

Șe’yistalku aoy’vei’nu”. (amin)

"Facă-se voia Ta, IAHVE (domnul) Dumnezeul nostru și Dumnezeul părinților noștri,
că dușmanii noștri să fie luați". (yistalku - de la Selek, sfecla în arameică)

Mâncăm Curmale (Tamar)
Curmalele sunt un alt aliment dulce, adesea asociat cu Roș haȘana. Ne-am distrat făcând legătura între cuvântul pentru data (Tamar), care ne amintește de cuvântul ebraic pentru "capăt" (de exemplu, se poate termina rău în viețile noastre). După ce a mâncat datele, le recită:
יְהִי רָצוֹן מִלְּפָנֶיך יְהוָה אֱלהֵינוּ וֵאלהֵי אֲבוֹתֵינוּ
“Yehi rațon milfaneikha Iahve (adonai) Eloh’ei’nu ue’Eloh’ei abu’tei’nu 

Șe’yitamu șone’nu”. (amin)

"Facă-se voia Ta, IAHVE (domnul) Dumnezeul nostru și Dumnezeul părinților noștri,

ca cei care ne urăsc să fie sfârșiți". (yitamu - de la Tamar, curmale în arameică)

Mâncăm Rodie (RIMON)
Posibilitatea de-a mânca o rodie ne amintește de dulceața Torei: Fie ca noul an să fie bun și dulce pentru noi toți, și dreptatea slujirilor noastre să crească, cum sunt de multe semințele de rodie (1 Ioan 2:29). Din nou, din moment ce ne-am recitat deja binecuvântarea haEțeret, nu avem nevoie să-l repetăm. După ce mâncăm rodii, cu toate acestea, se adaugă:
יְהִי רָצוֹן מִלְּפָנֶיך יְהוָה אֱלהֵינוּ וֵאלהֵי אֲבוֹתֵינוּ
שֶׁנַּרְבֶּה זְכֻיּוֹת כְּרִמּוֹן
“Yehi rațon milfaneikha Iahve (adonai) Eloh’ei’nu ue’Eloh’ei abu’tei’nu
  
Șe-narbeh ze’chiyot che’rimon”. (amin)

"Facă-se voia Ta, IAHVE (domnul) Dumnezeul nostru și Dumnezeul părinților noștri,

ca meritele noastre să fie la fel de numeroase semințe de rodie". (Amin)

Mâncăm Pește (Dagim)
Peștele simbolizează pe care le fraternizează și să se înmulțească. În primul rând am recita binecuvântarea corespunzătoare pentru consumul de pește (binecuvântarea ea-hakol):
בָּרוּךְ אַתָּה יְהוָה אֱלהֶינוּ מֶלֶךְ הָעוֹלָם
שֶׁהַכֹּל נִהְיָה בִּדְבָרוֹ
“Barukh ata IHVH (adonai) Elohei’nu Melekh haOlam

Șe-ha’kol nehiyeh b’Dâvaro”. (amin)

"Binecuvântat fii Tu IAHVE (domnul) Dumnezeul nostru, Regele Universului,

Care,  aduce toate care sunt prin Cuvântul Tău". (Amin)

Înainte de a termina mănâncă pește ne rugăm:
יְהִי רָצוֹן מִלְּפָנֶיך יְהוָה אֱלהֵינוּ וֵאלהֵי אֲבוֹתֵינוּ
שֶׁנִּפְרֶה וְנִרְבֶּה כְּדָגִים
“Yehi rațon milfaneikha Iahve (adonai) Eloh’ei’nu ue’Eloh’ei abu’tei’nu

Șe-nifreh ue’nirbeh che’dagim”. (amin)

"Facă-se voia Ta, IAHVE (domnul) Dumnezeul nostru și Dumnezeul părinților noștri,

ca noi să fim rodnici și să ne înmulțim ca peștii ". (Amin)

Ne uităm apoi la capul de pește și se spune:
יְהִי רָצוֹן מִלְּפָנֶיך יְהוָה אֱלהֵינוּ וֵאלהֵי אֲבוֹתֵינוּ
שֶׁנִּהְיֶה לְרֹאשׁ וְלֹא לְזָנָב

“Yehi rațon milfaneikha Iahve (adonai) Eloh’ei’nu ue’Eloh’ei abu’tei’nu

she-niyeh lerosh ve’lo le’zanav”. (amin)

"Facă-se voia Ta, IAHVE (domnul) Dumnezeul nostru și Dumnezeul părinților noștri,

să fim cap și nu coadă". (Deuteronomul 28:13).

Se continuă cina pentru ziua festivă de Roș haȘana ...
Se mai obișnuiește în această vreme să fie binecuvântați copii, și să se facă binecuvântări spontane către Dumnezeu.
Se cântă "Hodu l’Adonai ki tov" din Psalmul 136:1-3; se face un joc prina care liderul învită iar participanții răspund din Psalmul 113:1-2.

Este obicei tradițional ca în acest moment să se salute unul pe altul cu:
 
Le Șanah Tovah Tikatevu!
לְשָׁנָה טוֹבָה תִּכָּתֵבוּ! 
"Fie ca numele să  vă fie scris (în Cartea Vieții) pentru un an bun!",
  
Precum și de a răspunde cu: 
Gam lekha (La fel)!
După ce se binecuvântează pâinea, vinul, și toate alimentele care sunt așezate cu ocazia acestei sărbători cel care răsună din șofar (corn sau trâmbiță) recită următoarea binecuvântare:

Baruh ata IHVH (adonai) Elohei’nu Melech haOlam,

Așer kidișa’nu b’Mițuotau
ue'țiua’nu lișmo’a kol șofar. 

Binecuvântat fie DOMNUL Dumnezeul nost, Împăratul universului.  

Care ne-ai sfințit prin poruncile Tale
și ne-ai poruncit să auzim răsunetul de șofar. Amin. 

## Răsunetul Șofarului
Sunt trei sunete diferite pe care le face Șofarul:
- Tekiah (un sunet lung) pentru adunare (spiritual - înțelegere) Numeri 10:3
- Șevarim (3 sunete întrerupte) pentru marș (spiritual - pocăință) Numeri 10:5
- Teruah (9 sunete scurte) pentru luptă (spiritual - misiune) Numeri 10:9

În plus la aceste trei sunete mai sunt și două variații:
- Tekiah Gedolah (un sunet foarte lung, folosit la sfârșit la servicile de rugăciune ale ritului Așkenazi) Ieșirea sau Exodul 19:16,19
- Șevarim Teruah (3 sunete întrerupte și 9 sunete scurte) deși termenul sevarim nu apare în scripturi (Tora), șevarim este folosit ca numele chemării pentru marș pentru a fi distinct de sunetul pentru luptă, ambele fiind numite în scripturi teruah.